# Sphecodes
Sphecodes is een geslacht van vliesvleugelige insecten uit de familie Halictidae. 

## Soorten
Deze lijst van 320 soorten is mogelijk niet compleet.
- S. abuensis (Nurse, 1903)
- S. abyssinicus (Sichel, 1865)
- S. aeneiceps (Friese, 1917)
- S. aino (Tsuneki, 1983)
- S. akitanus (Tsuneki, 1983)
- S. albifrons (Smith, 1879)
- S. albilabris (Fabricius, 1793)

Grote bloedbij
- S. albociliatus (Meyer, 1922)
- S. algoensis (Blüthgen, 1928)
- S. alternatus (Smith, 1853)
- S. amakusensis (Yasumatsu & Hirashima, 1951)
- S. anatolicus (Warncke, 1992)
- S. andinus (Schrottky, 1906)
- S. angarensis (Cockerell, 1937)
- S. anonymus (Blüthgen, 1928)
- S. antennariae (Robertson, 1891)
- S. apicatus (Smith, 1853)
- S. arequipae (Meyer, 1925)
- S. argentinus (Schrottky, 1906)
- S. armeniacus (Warncke, 1992)
- S. arnoldi (Blüthgen, 1928)
- S. aroniae (Mitchell, 1960)
- S. arroyanus (Cockerell, 1904)
- S. arvensiformis (Cockerell, 1904)
- S. asclepiadis (Cockerell, 1898)
- S. aspericollis (Sichel, 1865)
- S. assamensis (Blüthgen, 1927)
- S. atlanticus (Warncke, 1992)
- S. atlantis (Mitchell, 1956)
- S. atriapicatus (Strand, 1912)
- S. autumnalis (Mitchell, 1956)
- S. awaensis (Tsuneki, 1983)
- S. bakeri (Cockerell, 1915)
- S. banaszaki (Nobile & Turrisi, 2004)
- S. banksii (Lovell, 1909)
- S. baratonis (Tsuneki, 1983)
- S. barbatus (Blüthgen, 1923)
- S. basalis (Sichel, 1865)
- S. biroi (Friese, 1909)
- S. bischoffi (Meyer, 1925)
- S. bogotensis (Meyer, 1922)
- S. bonaerensis (Holmberg, 1886)
- S. borealis (Cockerell, 1937)
- S. brachycephalus (Mitchell, 1956)
- S. brasiliensis (Schrottky, 1910)
- S. braunsi (Blüthgen, 1928)
- S. breviclypeatus (Tsuneki, 1984)
- S. bruchi (Schrottky, 1906)
- S. californicus (Meyer, 1922)
- S. campadellii (Nobile & Turrisi, 2004)
- S. candidus (Meyer, 1925)
- S. capensis (Cameron, 1905)
- S. capriciosus (Schrottky, 1906)
- S. capverdensis (Pauly & LaRoche, 2002)
- S. carolinus (Mitchell, 1956)
- S. castaneae (Mitchell, 1960)
- S. centralis (Cockerell, 1938)
- S. cephalotes (Meyer, 1920)
- S. clematidis (Robertson, 1897)
- S. clypeatus (Friese, 1917)
- S. columbiae (Cockerell, 1906)
- S. combai (Nobile & Turrisi, 2004)
- S. confertus (Say, 1837)
- S. confusus (Blüthgen, 1928)
- S. congoensis (Benoist, 1950)
- S. connexus (Blüthgen, 1928)
- S. convergens (Michener, 1978)
- S. coptis (Tsuneki, 1983)
- S. cordillerensis (Jörgensen, 1912)
- S. cordovensis (Cockerell, 1919)
- S. coriae (Moure & Hurd, 1987)
- S. coronus (Mitchell, 1956)
- S. costaricensis (Friese, 1917)
- S. crassanus (Warncke, 1992)
- S. crassicornis (Smith, 1879)
- S. crassus (Thomson, 1870)

Brede dwergbloedbij
- S. crawfordi (Mitchell, 1956)
- S. cressonii (Robertson, 1903)
- S. cristatus (Hagens, 1882)
- S. croaticus (Meyer, 1922)
- S. chaprensis (Blüthgen, 1927)
- S. chibaensis (Tsuneki, 1984)
- S. chichibuensis (Tsuneki, 1986)
- S. chichibuus (Tsuneki, 1986)
- S. chilensis (Spinola, 1851)
- S. daishi (Tsuneki, 1983)
- S. davisii (Robertson, 1897)
- S. decorus (Cameron, 1897)
- S. dichrous (Smith, 1853)
- S. dilutus (Cockerell, 1936)
- S. diremptus (Cockerell, 1932)
- S. distinctus (Meyer, 1925)
- S. duplex (Blüthgen, 1927)
- S. duplipunctatus (Tsuneki, 1983)
- S. dusmeti (Blüthgen, 1924)
- S. dyozankeanus (Tsuneki, 1983)
- S. ephippius (Linnaeus, 1767) - bosbloedbij
- S. equator (Vachal, 1904)
- S. eritrinus (Friese, 1915)
- S. eugnathus (Blüthgen, 1928)
- S. eustictus (Cockerell, 1906)
- S. exaltus (Mitchell, 1956)
- S. fattigi (Mitchell, 1956)
- S. ferruginatus (Hagens, 1882)

Roestbruine bloedbij
- S. fimbriatus (Blüthgen, 1928)
- S. formosus (Cockerell, 1911)
- S. fortior (Cockerell, 1898)
- S. fragariae (Cockerell, 1903)
- S. friesei (Herbst, 1908)
- S. fudzi (Tsuneki, 1983)
- S. fuelleborni (Blüthgen, 1928)
- S. fukuiensis (Tsuneki, 1983)
- S. fumipennis (Smith, 1853)
- S. galeritus (Blüthgen, 1927)
- S. galerus (Lovell & Cockerell, 1907)
- S. genaroi (Engel, 2006)
- S. geoffrellus (Kirby, 1802)

Glanzende dwergbloedbij
- S. gibbus (Linnaeus, 1758) - pantserbloedbij
- S. grahami (Cockerell, 1922)
- S. grandidieri (Buysson, 1901)
- S. granulosus (Sichel, 1865)
- S. guineensis (Vachal, 1903)
- S. hagensi (Ritsema, 1880)
- S. haladai (Warncke, 1992)
- S. hanedai (Tsuneki, 1983)
- S. hasshanus (Tsuneki, 1983)
- S. hemirhodurus (Cockerell, 1921)
- S. heraclei (Robertson, 1897)
- S. hesperellus (Cockerell, 1904)
- S. hirtellus (Blüthgen, 1923)
- S. howardi (Cockerell, 1922)
- S. hudsoni (Cockerell, 1913)
- S. hyalinatus (Hagens, 1882)

Lichte bloedbij
- S. hydrangeae (Mitchell, 1956)
- S. illinoensis (Robertson, 1903)
- S. indicus (Bingham, 1898)
- S. inornatus (Schrottky, 1902)
- S. insularis (Smith, 1858)
- S. intermedius (Blüthgen, 1923)
- S. iosephi (Nobile & Turrisi, 2004)
- S. iridescens (Cockerell, 1921)
- S. iridipennis (Smith, 1879)
- S. itidyo (Tsuneki, 1983)
- S. ituriensis (Blüthgen, 1928)
- S. iwatensis (Tsuneki, 1983)
- S. izumindus (Tsuneki, 1986)
- S. japonicus (Cockerell, 1911)
- S. javanicus (Friese, 1914)
- S. joergenseni (Meyer, 1920)
- S. johnsonii (Lovell, 1909)
- S. kaisensis (Tsuneki, 1983)
- S. kamafuse (Tsuneki, 1983)
- S. kershawi (Perkins, 1921)
- S. kincaidii (Cockerell, 1898)
- S. kisukei (Tsuneki, 1983)
- S. kitamius (Tsuneki, 1983)
- S. knetschi (Cockerell, 1898)
- S. koikensis (Tsuneki, 1983)
- S. kristenseni (Meyer, 1919)
- S. laetus (Meyer, 1922)
- S. lasimensis (Blüthgen, 1927)
- S. laticaudatus (Tsuneki, 1983)
- S. latifrons (Cockerell, 1919)
- S. lautipennis (Cockerell, 1908)
- S. levicinctus (Cockerell, 1936)
- S. levis (Lovell & Cockerell, 1907)
- S. libericus (Cockerell, 1936)
- S. longuloides (Blüthgen, 1923)
- S. longulus (Hagens, 1882)

Kleine spitstandbloedbij
- S. lunaris (Vachal, 1904)
- S. luteiventris (Friese, 1925)
- S. macswaini (Michener, 1954)
- S. maetai (Tsuneki, 1984)
- S. magnipunctatus (Cockerell, 1946)
- S. majalis (Pérez, 1903)

Kortsnuitbloedbij
- S. malayensis (Blüthgen, 1927)
- S. manchurianus (Strand & Yasumatsu, 1938)
- S. mandibularis (Cresson, 1872)
- S. manni (Cockerell, 1913)
- S. manskii (Rayment, 1935)
- S. marcellinoi (Nobile & Turrisi, 2004)
- S. marginatus (Hagens, 1882)

Verscholen dwergbloedbij
- S. maruyamanus (Tsuneki, 1983)
- S. melanopus (Schrottky, 1906)
- S. mendocinus (Jörgensen, 1912)
- S. metanotiaeus (Sichel, 1865)
- S. metathoracicus (Sichel, 1865)
- S. mexicanorum (Cockerell, 1919)
- S. millsi (Cockerell, 1919)
- S. minarum (Schrottky, 1910)
- S. miniatus (Hagens, 1882)

Gewone dwergbloedbij
- S. minor (Robertson, 1898)
- S. monilicornis (Kirby, 1802)

Dikkopbloedbij
- S. montanus (Smith, 1879)
- S. murotai (Tsuneki, 1983)
- S. mutillaeformis (Schrottky, 1906)
- S. mutsu (Tsuneki, 1983)
- S. mutsuoides (Tsuneki, 1984)
- S. nambui (Tsuneki, 1983)
- S. natalensis (Friese, 1925)
- S. niger (Hagens, 1874)

Zwarte bloedbij
- S. nigeriae (Blüthgen, 1928)
- S. nigricans (Timberlake, 1940)
- S. nigricorpus (Mitchell, 1956)
- S. nigritus (Ashmead, 1900)
- S. nippon (Meyer, 1922)
- S. nipponicus (Yasumatsu & Hirashima, 1951)
- S. nitidissimus (Cockerell, 1910)
- S. niveatus (Meyer, 1925)
- S. niveipennis (Meyer, 1925)
- S. nomioidis (Pesenko, 1979)
- S. nyassanus (Strand, 1911)
- S. ohdeyamanus (Tsuneki, 1984)
- S. ohtsukius (Tsuneki, 1984)
- S. okuyetsu (Tsuneki, 1983)
- Sphecodes olivieri Lepeletier, 1825
- S. olympicus (Cockerell, 1904)
- S. oneili (Cameron, 1905)
- S. oriundus (Vachal, 1903)
- S. pallitarsis (Vachal, 1909)
- S. paraguayensis (Schrottky, 1906)
- S. paraplesius (Lovell, 1911)
- S. patagonicus (Schrottky, 1906)
- S. patruelis (Cockerell, 1913)
- S. pecosensis (Cockerell, 1904)
- Sphecodes pectoralis Morawitz, 1876
- S. pellucidus (Smith, 1845)

Schoffelbloedbij
- S. perlustrans (Cockerell, 1898)
- S. perplexus (Nurse, 1903)
- S. persimilis (Lovell & Cockerell, 1907)
- S. peruensis (Meyer, 1925)
- S. pieli (Cockerell, 1931)
- S. pilosulus (Smith, 1879)
- S. pimpinellae (Robertson, 1900)
- S. pinguiculus (Pérez, 1903)
- S. politulus (Cockerell, 1937)
- S. profugus (Cockerell, 1910)
- S. propinquus (Blüthgen, 1928)
- S. prosphorus (Lovell & Cockerell, 1907)
- S. prostygius (Mitchell, 1960)
- S. pseudocrassus (Blüthgen, 1924)
- S. pseudofasciatus (Blüthgen, 1925)
- S. pulsatillae (Cockerell, 1906)
- S. punctatus (Sichel, 1865)
- S. puncticeps (Thomson, 1870)

Grote spitstandbloedbij
- S. puncticollis (Sichel, 1865)
- S. punctiscutum (Eardley & R. P. Urban, 2006)
- S. pusillus (Cockerell, 1937)
- S. pycnanthemi (Robertson, 1897)
- S. quadrimaculatus (Blüthgen, 1928)
- S. quellensis (Blüthgen, 1927)
- S. ralunensis (Friese, 1909)
- S. ranunculi (Robertson, 1897)
- S. redivivus (Blüthgen, 1927)
- S. reticulatus (Thomson, 1870)

Rimpelkruinbloedbij
- S. rhois (Cockerell, 1904)
- S. rikuchu (Tsuneki, 1983)
- S. rohweri (Cockerell, 1907)
- S. rotundiceps (Cockerell, 1919)
- S. rubicundus (Hagens, 1875)

Vroege bloedbij
- S. rudiusculus (Benoist, 1964)
- S. ruficrus (Erichson, 1835)
- S. rufichelis (Strand, 1912)
- S. rufiscapis (Vachal, 1909)
- S. rufiventris (Panzer, 1798)

Gestreepte bloedbij
- S. rufoantennatus (Benoist, 1950)
- S. rugulosus (Sichel, 1865)
- S. samarensis (Blüthgen, 1927)
- S. sapporensis (Tsuneki, 1983)
- S. sauteri (Meyer, 1925)
- S. saxicolus (Warncke, 1992)
- S. scabricollis (Wesmael, 1835)

Wafelbloedbij
- S. scrobiculatus (Pauly & Brooks, 2001)
- S. schenckii (Hagens, 1882)
- S. schoanus (Blüthgen, 1928)
- S. semicoloratus (Cockerell, 1897)
- S. senegalensis (Sichel, 1865)
- S. shawi (Lovell, 1911)
- S. shillongensis (Blüthgen, 1927)
- S. shirozui (Tsuneki, 1983)
- S. sikkimensis (Blüthgen, 1927)
- S. silvicola (Tsuneki, 1983)
- S. simillimus (Smith, 1873)
- S. simlaellus (Blüthgen, 1927)
- S. smilacinae (Robertson, 1897)
- S. solidaginis (Cockerell, 1937)
- S. solonis (Graenicher, 1911)
- S. sophiae (Cockerell, 1898)
- S. spinulosus (Hagens, 1875)

Kraagbloedbij
- S. strandi (Meyer, 1920)
- S. stygius (Robertson, 1893)
- S. subconfertus (Sichel, 1865)
- S. sudai (Tsuneki, 1983)
- S. sulcatulus (Cockerell, 1906)
- S. sulcifera (Tsuneki, 1983)
- S. taicho (Tsuneki, 1983)
- S. tainoi (Engel, 2006)
- S. tanoi (Tsuneki, 1983)
- S. tantalus (Nurse, 1903)
- S. tertius (Blüthgen, 1927)
- S. togoanus (Strand, 1912)
- S. tomarchioi (Nobile & Turrisi, 2004)
- S. townesi (Mitchell, 1956)
- S. transversus (Cockerell, 1919)
- S. trentonensis (Cockerell, 1913)
- S. tristellus (Cockerell, 1919)
- S. tuckeri (Friese, 1925)
- S. turneri (Cockerell, 1916)
- S. ugandae (Blüthgen, 1928)
- S. utinamius (Tsuneki, 1983)
- S. vachali (Meyer, 1920)
- S. variabilis (Schrottky, 1906)
- S. veganus (Cockerell, 1904)
- S. vumbuensis (Blüthgen, 1928)
- S. walteri (Nobile & Turrisi, 2004)
- S. washingtoni (Cockerell, 1904)
- S. wheeleri (Mitchell, 1956)
- S. woodi (Cockerell, 1945)
- S. zangherii (Noskiewicz, 1931)